# بادو
بادو (به انگلیسی: Badoo)یک شبکه اجتماعی است که توسط کارآفرین روسی آندری آندریف در سال ۲۰۰۶ تأسیس شد. دفتر مرکزی آن در لیماسول در قبرس، لندن در انگلستان و همین‌طور دارای دفاتری در مالت، روسیه و ایالات متحده است. این برنامه در ۱۹۰ کشور و به ۴۷ زبان مختلف در دسترس است و از این رو به عنوان پرکاربردترین شبکه دوست‌یابی جهان شناخته می‌شود. این برنامه درOS، اندروید و وب در دسترس است. بادو بر اساس یک مدل فری میوم عمل می‌کند، به این ترتیب از خدمات اصلی می‌توان بدون پرداخت استفاده کرد.

## انتقادات
در مطالعه ای که توسط دانشگاه کمبریج در سال ۲۰۰۹ انجام شد، در بین ۴۵ سایت شبکه‌های اجتماعی مورد بررسی، بادو کمترین امتیاز را برای حفظ حریم خصوصی به دست آورد. در همان گزارش، بابت دسترسی تأیید شده در دستگاه‌های تلفن همراه، «نمره کامل» داده شد.
روزنامه فنلاندی Iltalehti گزارش داد که پروفایل‌های فیک موجود در بادو به صورت متعددی بدون رضایت مردم ایجاد شده‌اند و مردم این اقدامات را به پلیس گزارش داده‌اند.
با توجه به گزارش شفافیت گوگل در مورد درخواستهای حذف جستجوهای ناشی از اصل" حق فراموش شدن "، بادو هشتمین تعداد آدرس اینترنتی را از موتور جستجوی گوگل حذف می‌کرد در حالی که فیس بوک، یوتیوب و توییتر به مراتب درخواست‌های بیشتری را حذف می‌کردند.
یک بررسی از سوی CNET توسط راف نیدلمن که اولین برداشتش از بادو را تصیف می‌کرد، تجربه خود را «عجیب‌وغریب» توصیف کرد. او گفت اگرچه این سایت به عنوان راهی برای ملاقات با دوستان محلی با علایقی مشترک طراحی شده، اما بیشتر شبیه یک سایت قرار گذاشتن رمانتیک مبتنی بر عکس است. او همچنین گفت که شیوه آشنایی کاربران با هم «مبهم» است.